# Lautenbachzell
Ne doit pas être confondu avec Lautenbach.
Lautenbachzell, également orthographiée localement sous la forme de Lautenbach-Zell,,  est une commune française située dans la circonscription administrative du Haut-Rhin et, depuis le 1er janvier 2021, dans le territoire de la Collectivité européenne d'Alsace, en région Grand Est.
Cette commune se trouve dans la région historique et culturelle d'Alsace.

## Géographie

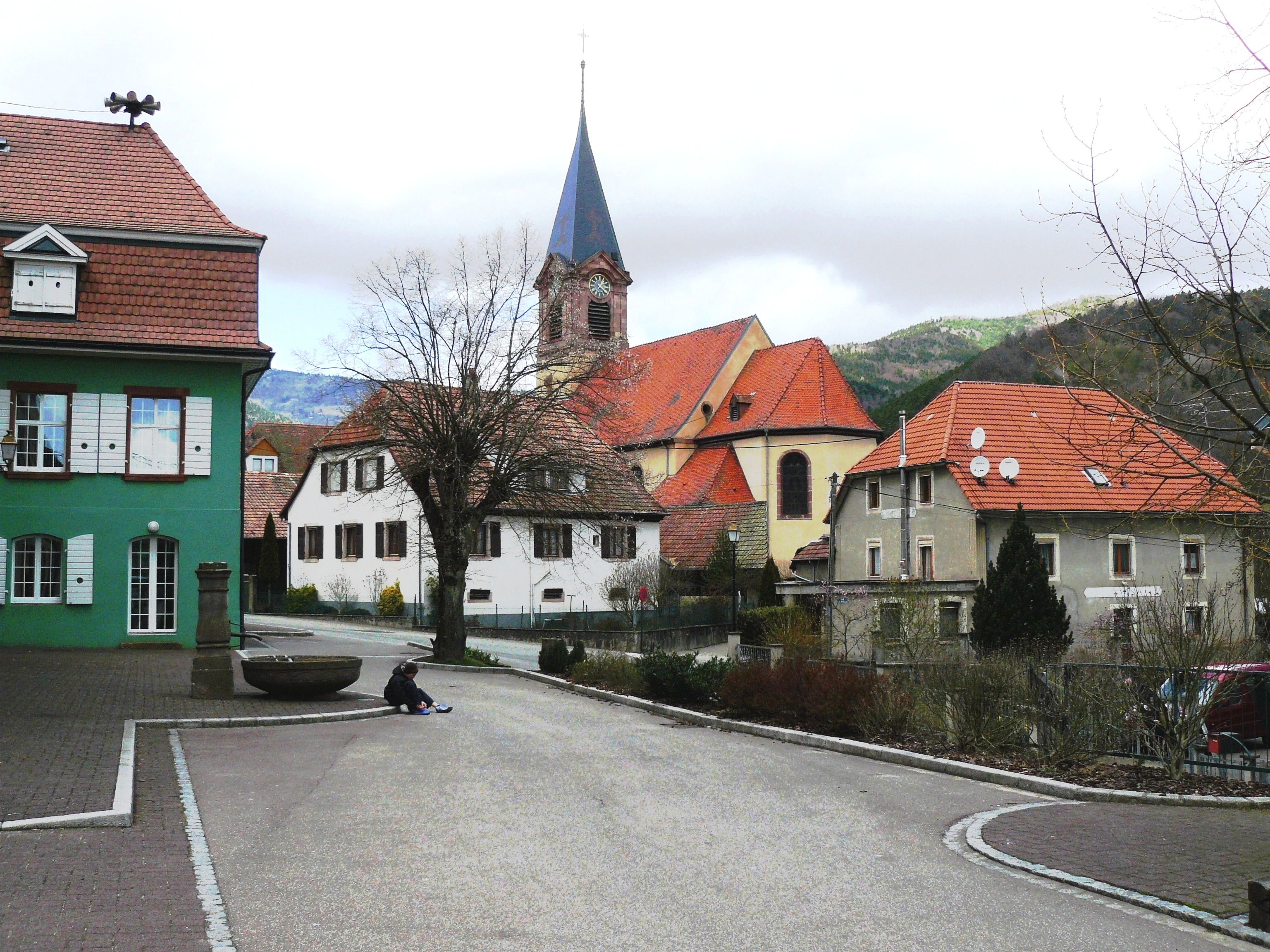
Vue d'une partie du village de Lautenbachzell du côté de la mairie.
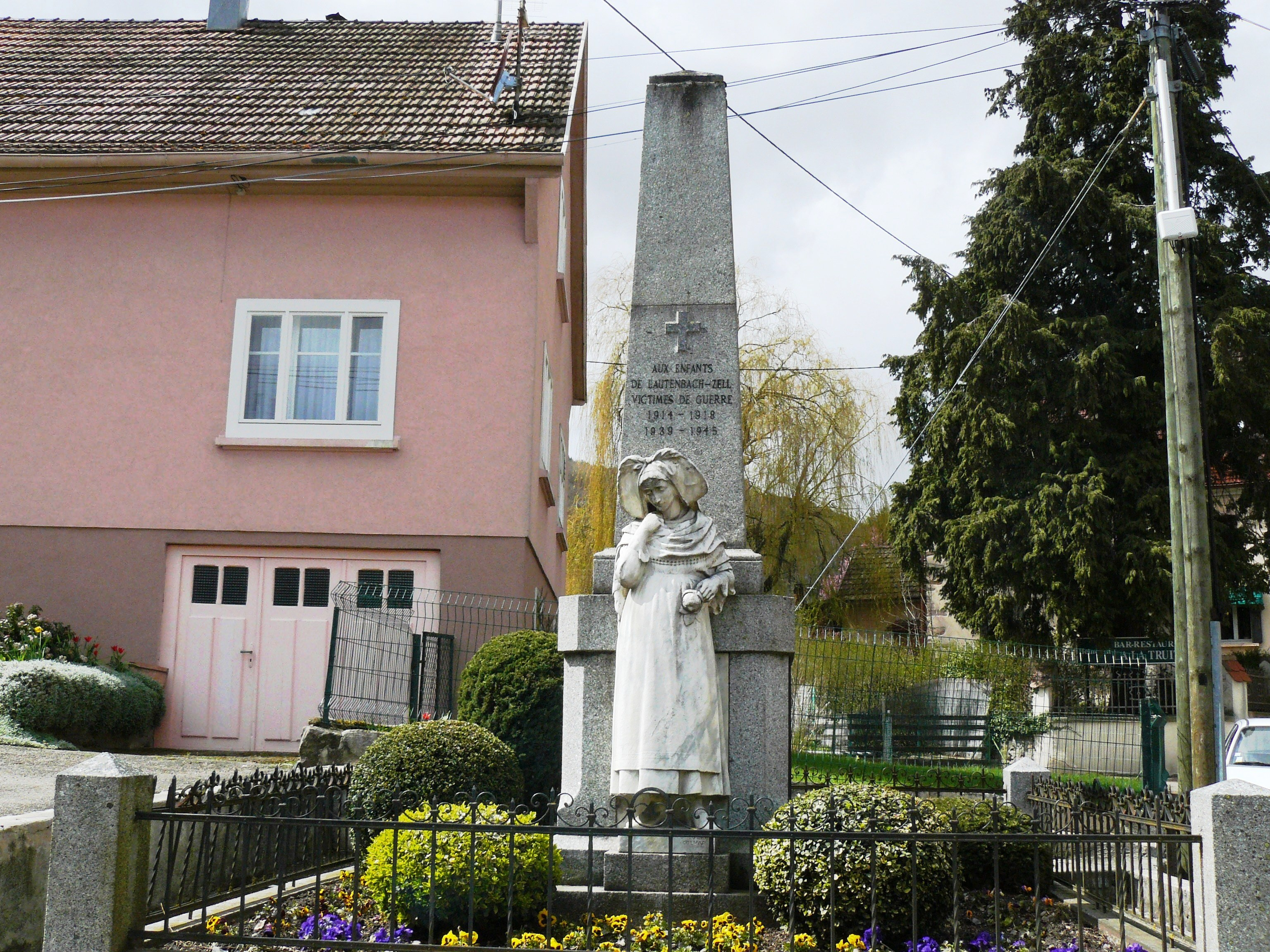
Monument aux morts de Lautenbachzell.
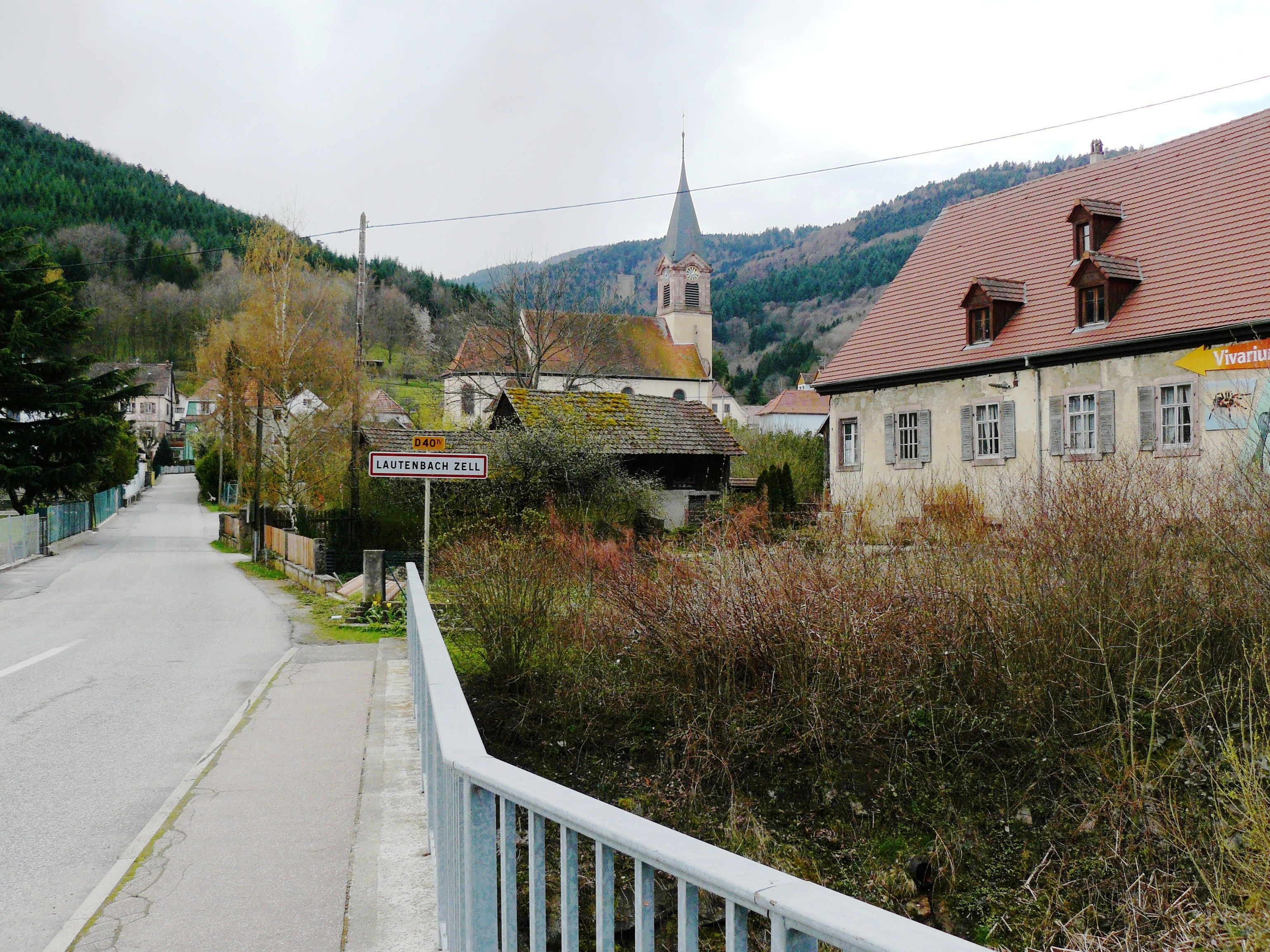
Entrée sud du village de Lautenbachzell.
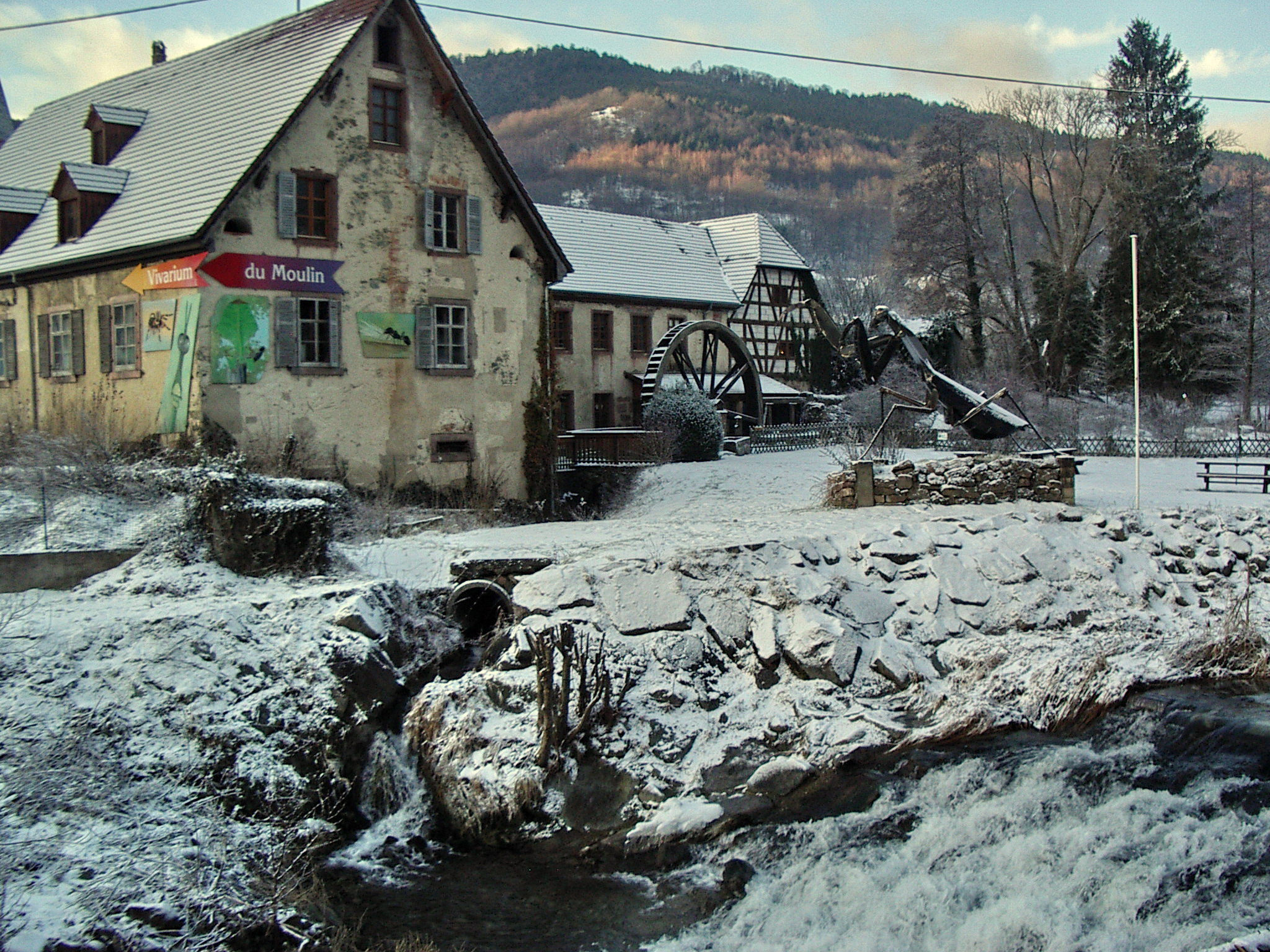
Le vivarium du moulin.

Le village de Lautenbachzell et son important hameau Sengern sont blottis dans la belle vallée du haut Florival avec sur son flanc nord l'imposant massif du Grand Ballon (1 424 m). L'altitude du village varie entre 350 et 420 mètres et le point le plus haut dans la montagne faisant partie du banc de Lautenbachzell se trouve à 1 415 mètres. Le village est situé au cœur du parc naturel régional des Ballons des Vosges et s'étire sur une longueur de 7 kilomètres le long de la rive droite de la Lauch. Lautenbachzell est une commune de  montagne qui a une superficie de 232 ha, dont 1 781 ha de forêt. L'accès du village se fait par l'est, en traversant le pont de la Lauch en face du village de Lautenbach, en venant de la route départementale 430 par Guebwiller ou depuis la route nationale 83 par l'ouest, en allant vers la route des Crêtes par Le Markstein. Les deux villages et les différents lieux-dits sont desservis par 22 kilomètres de voies communales.
| Fellering    | Linthal        | Lautenbach |
| Ranspach     | Lautenbachzell | Buhl       |
| Saint-Amarin | Geishouse      | Murbach    |

### Géologie
La vallée est traversée par une étroite bande granitique (granit porphyroïde à biotite) d'orientation nord-sud, qui suit la faille du Boenlesgrab et le flanc est du vallon du Widersbach. La composition géologique est en grande partie du domaine des schistes et grauwackes, partiellement transformés en schistes noduleux.

### Écarts et lieux-dits
- Brestaberg
- Engenborn
- Felsenbach
- Gustiberg (dont il existe une ferme-auberge)
- Haul
- Hoffen
- La Roll
- Mordfeld
- Mulhlrain
- Renspach
- Schützle
- Sengern (= hameau)
- Traenck

### Cours d'eau
- le Widersbach : affluent de la Lauch (Wittersbach sur une carte de Murbach datée de 1453)
- le Felsenbach (Sengern)
- le Kletterbach (Sengern)
- le Horupfbachler
- le Schindelbach
- le Seebach
- Hirtzengraben : affluent de la Lauch
- Löffelssebenruntz

### Cascades
- Cascade du Kletterbach (ou en alsacien : Klaterbach)
- Cascade de la Lauch
- Cascade du Ballon (ou cascade du Seebach)
- Cascade de glace du lac des cygnes

### Rivière
- La Lauch.

### Hydrographie

#### Réseau hydrographique
La commune est dans le bassin versant du Rhin au sein du bassin Rhin-Meuse. Elle est drainée par la Lauch, le ruisseau de Linthal, le ruisseau Felsenbach, le ruisseau Grosse Sulzbach, le ruisseau Hirsengraben, le ruisseau Hoellrunz, le ruisseau Kleine Sulzbach, le Klinzrunz, le Seebach, le ruisseau Rehgraben et le ruisseau Widersbach,,.
La Lauch, d'une longueur de 47 km, prend sa source dans la commune de Linthal et se jette  dans l'Ill à Horbourg-Wihr, après avoir traversé 18 communes. Les caractéristiques hydrologiques de la Lauch sont données par la station hydrologique située sur la commune de Guebwiller. Le débit moyen mensuel est de 1,59 m3/s. Le débit moyen journalier maximum est de 29,9 m3/s, atteint lors de la crue du 5 janvier 2018. Le débit instantané maximal est quant à lui de 41 m3/s, atteint le 15 février 1990.

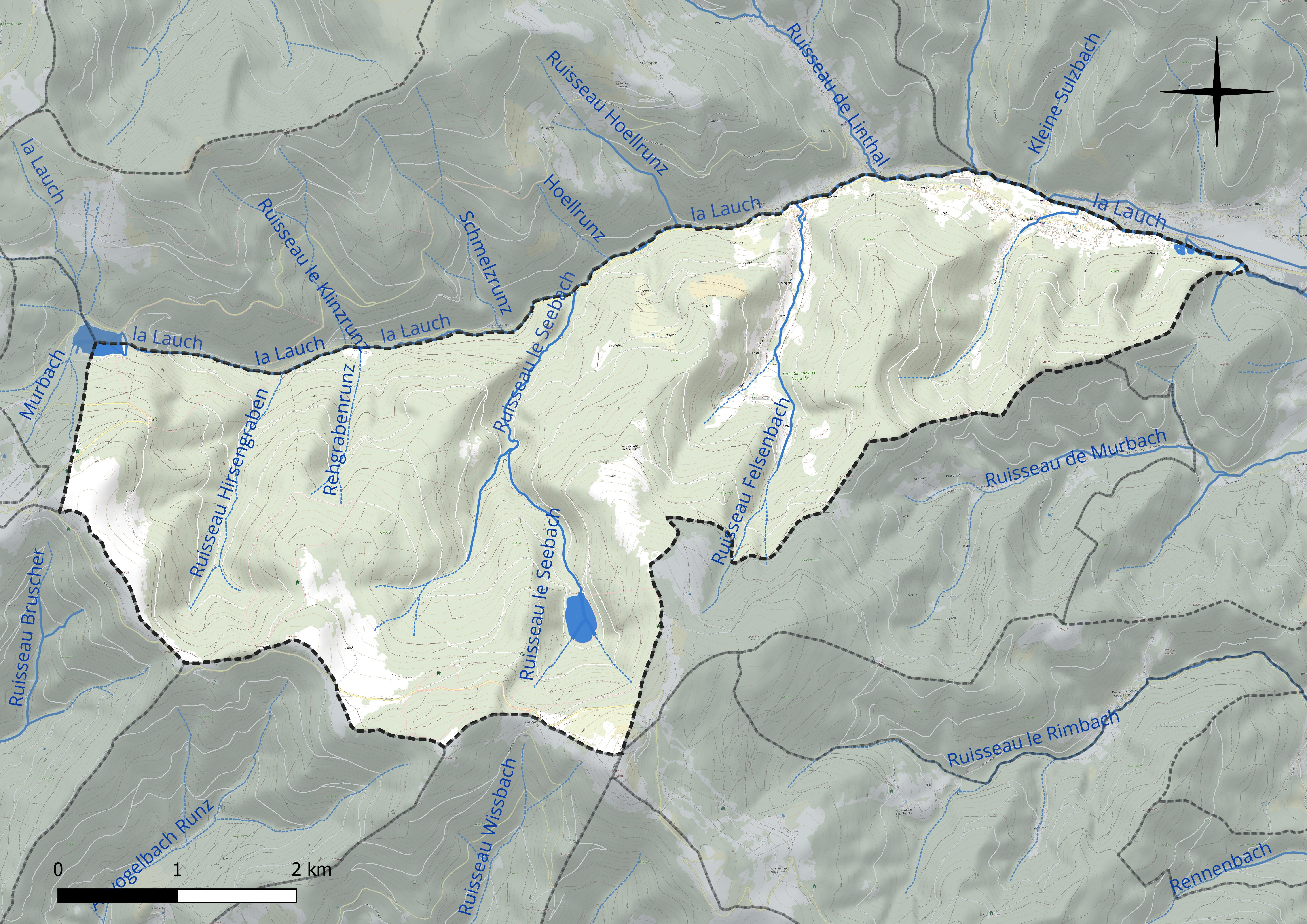
Réseau hydrographique de Lautenbachzell.

Deux plans d'eau complètent le réseau hydrographique : le lac de la Lauch, d'une superficie totale de 8,1 ha (2,4 ha sur la commune) et le lac du Ballon (8,2 ha),.

#### Gestion et qualité des eaux
Le territoire communal est couvert par le schéma d'aménagement et de gestion des eaux (SAGE) « Lauch ». Ce document de planification concerne les bassins versants de la Lauch, de l’Ohmbach et du Rimbach, dont le territoire s'étend sur 358 km2. Le périmètre a été arrêté le 7 mars 2013 et le SAGE proprement dit a été approuvé le 15 janvier 2020. La structure porteuse de l'élaboration et de la mise en œuvre est le syndicat mixte « Rivières de Haute-Alsace ». 
La qualité des cours d’eau peut être consultée sur un site dédié géré par les agences de l’eau et l’Agence française pour la biodiversité. 

### Climat
Pour des articles plus généraux, voir Climat du Grand Est et Climat du Haut-Rhin.
En 2010, le climat de la commune est de type climat de montagne, selon une étude du Centre national de la recherche scientifique s'appuyant sur une série de données couvrant la période 1971-2000. En 2020, Météo-France publie une typologie des climats de la France métropolitaine dans laquelle la commune est exposée à un climat semi-continental et est dans la région climatique  Vosges, caractérisée par une pluviométrie très élevée (1 500 à 2 000 mm/an) en toutes saisons et un hiver rude (moins de 1 °C). 
Pour la période 1971-2000, la température annuelle moyenne est de 9,4 °C, avec une amplitude thermique annuelle de 16,8 °C. Le cumul annuel moyen de précipitations est de 1 246 mm, avec 11,6 jours de précipitations en janvier et 10,4 jours en juillet. Pour la période 1991-2020, la température moyenne annuelle observée sur la station météorologique de Météo-France la plus proche, « Linthal_sapc », sur la commune de Linthal à 2 km à vol d'oiseau, est de 10,0 °C et le cumul annuel moyen de précipitations est de 1 320,6 mm. 
La température maximale relevée sur cette station est de 36,2 °C, atteinte le 5 juillet 2015 ; la température minimale est de −17,4 °C, atteinte le 20 décembre 2009,,. 
Les paramètres climatiques de la commune ont été estimés pour le milieu du siècle (2041-2070) selon différents scénarios d'émission de gaz à effet de serre à partir des nouvelles projections climatiques de référence DRIAS-2020. Ils sont consultables sur un site dédié publié par Météo-France en novembre 2022.

## Urbanisme

### Typologie
Au 1er janvier 2024, Lautenbachzell est catégorisée commune rurale à habitat dispersé, selon la nouvelle grille communale de densité à sept niveaux définie par l'Insee en 2022.
Elle appartient à l'unité urbaine de Guebwiller, une agglomération intra-départementale regroupant huit  communes, dont elle est une commune de la banlieue,,. La commune est en outre hors attraction des villes,.

### Occupation des sols
L'occupation des sols de la commune, telle qu'elle ressort de la base de données européenne d’occupation biophysique des sols Corine Land Cover (CLC), est marquée par l'importance des forêts et milieux semi-naturels (93,1 % en 2018), une proportion sensiblement équivalente à celle de 1990 (93,3 %). La répartition détaillée en 2018 est la suivante : 
forêts (85,8 %), milieux à végétation arbustive et/ou herbacée (7,3 %), zones agricoles hétérogènes (3 %), zones urbanisées (2,6 %), prairies (1,3 %). L'évolution de l’occupation des sols de la commune et de ses infrastructures peut être observée sur les différentes représentations cartographiques du territoire : la carte de Cassini (XVIIIe siècle), la carte d'état-major (1820-1866) et les cartes ou photos aériennes de l'IGN pour la période actuelle (1950 à aujourd'hui).

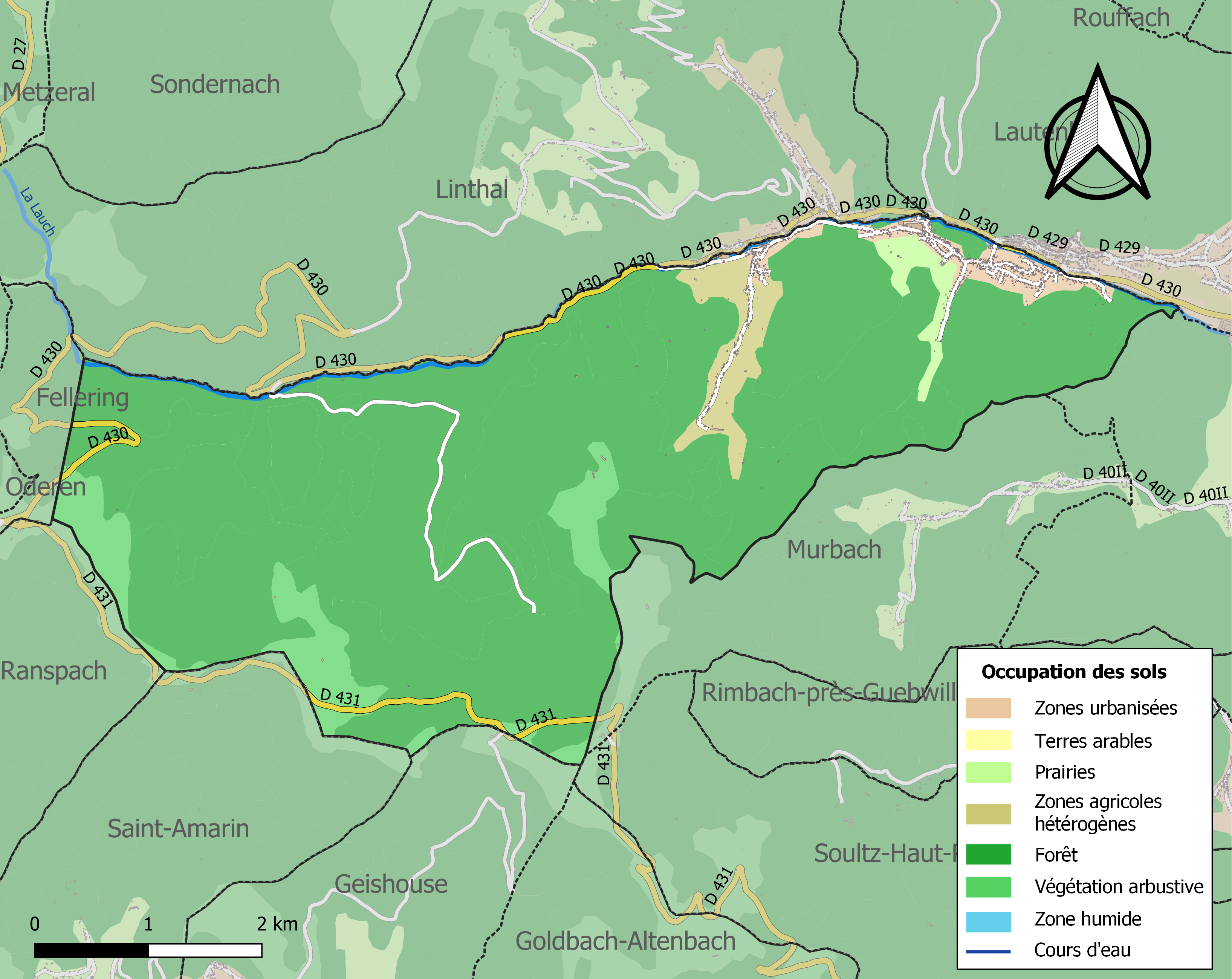
Carte des infrastructures et de l'occupation des sols de la commune en 2018 (CLC).

## Histoire

### Toponymie
On trouve en 1335  dans les archives le terme Lutenbach Cell, et Cella apud Lautenbach en 1354.

### L'ancien ermitage
Un ermitage au VIIIe siècle existait dans cette vallée encore vierge et sauvage faisant vraisemblablement partie  de l'abbaye de Murbach qui serait à l'origine du nom de la commune dont on trouve les premiers documents qu'à partir du  2 février 1257. La vallée est peuplée de moines irlandais  en provenance de l'abbaye de Reichenau pour y vivre dans la solitude et la contemplation. Ce vaste territoire fut offert aux moines de Murbach par  le comte Éberhard descendant de la famille des Étichonides.

### La collégiale de Lautenbach propriétaire de la partie gauche de la Lauch

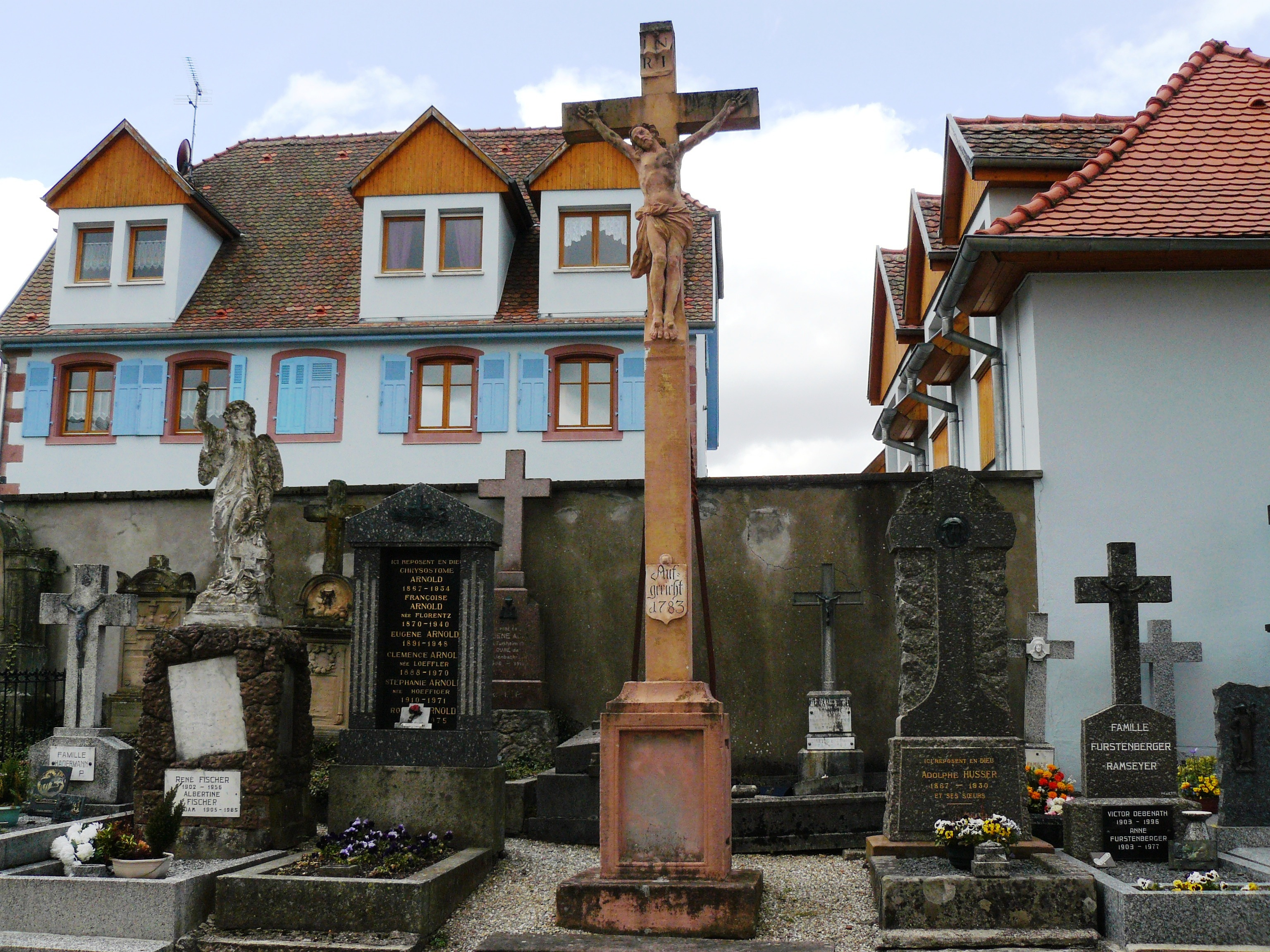
Croix du cimetière (1783).

La rive droite de la Lauch était la propriété des moines de Murbach et, à partir du XIe siècle, la partie gauche de la Lauch tomba entre les mains de la collégiale de Lautenbach gouvernée alors par Manegold de Lautenbach, un célèbre moine théologien, philosophe et un redoutable polémiste religieux dont les virulentes diatribes indisposaient l'empereur du Saint-Empire romain germanique, Henri IV. Pour donner une leçon à Manegold de Lautenbach, l'empereur Henri IV envoya ses troupes ravager la vallée de la Lauch vers 1082. Celui-ci ne dut son salut qu'en se cachant dans la montagne jusqu'à ce que la colère de l'empereur s'apaise.
Il est accueilli ensuite à l'abbaye de Rothenbuch en Bavière où il jouira d'une solide réputation. Le chevalier Burchard de Gueberschwihr entend parler de lui et lui demande de diriger l'abbaye de Marbach qu'il vient de fonder quelques années auparavant, ce qu'il accepte par amour pour sa patrie d'origine. En 1094, il emmène avec lui des moines de l'abbaye de Rothenbuch. La réputation de l'abbaye de Marbach et de son abbé parvient aux oreilles de l'empereur qui n'avait toujours pas digéré l'humiliante diatribe lancée contre lui à propos de la querelle des Investitures. Il envoie des hommes le faire prisonnier et y restera quelques années dans les sinistres geôles où il succombe le 24 mai 1103.

### Naissance d'une petite communauté
Le village était d'abord constitué  d'une petite communauté s'adonnant à l'agriculture. Plus tard la communauté pratiqua la transhumance, surtout de l'élevage du bétail sur les hautes chaumes, près du Grand Ballon qui prit le pas sur l'agriculture. Les troupeaux étaient amenés sur les hauteurs, jusqu'au Mordfeld célèbre pour avoir été l'endroit où les sept moines de l'abbaye de Murbach furent massacrés par les Hongrois en  juillet 926. On y cultivait le blé, les légumes et des plantes médicinales.
Plus tard les moines plantèrent sur les collines de la vallée des vignes. Les moines défrichèrent avec l'aide de serfs les forêts pour les remplacer par de vastes prairies pour le bétail, notamment à Sengern où des fermes apparurent presque au même moment. Les moines firent des travaux sur les berges de la Lauch pour enrayer les fréquentes inondations qui envahissaient la vallée lors des fontes de neiges et de forte pluie. Ils installèrent des ponts permettant de franchir les vallons et les écarts isolés. Peu à peu au Moyen Âge apparurent des scieries et des moulins. Des querelles entre la collégiale de Lautenbach et l'abbaye de Murbach  au sujet de l'eau et de la chasse étaient fréquentes.
Lautenbachzell sans le hameau de Sengern compte en 1550 vingt-deux ménages.

### La guerre des paysans
En 1525, au cours de la guerre des paysans des troubles agitèrent toute la région. Les assaillants obligèrent les moines à quitter Murbach et à se réfugier à Guebwiller. Les villages voisins, peu atteint par les troubles, Buhl, Lautenbachzell, Sengern durent jurer fidélité aux moines de l'abbaye de Murbach.

### Incursions étrangères dans la vallée
Vers 1375, les routiers emmenés par Enguerran de Coucy pénètrent dans la vallée sans provoquer de gros dégâts. En 1444-1445, ce sont les Suédois qui tentent de pénétrer dans la vallée. Entre 1632-1632, ce sont les Écorcheurs du futur Louis XI et les troupes impériales qui font des razzias dans la vallée. En 1814, les Cosaques campent dans la vallée. À chaque fois, ce ne sont que des bandes inorganisées qui tentent de tirer parti du désordre général qui règne alors un peu partout en France.

### Dépeuplement et renaissance dans les guerres duXVIIesiècle
La guerre des Suédois n'épargne pas la vallée. En 1633, un détachement campe à Guebwiller. L'entretien des hommes de troupe est à la charge des villages du secteur. Chaque semaine, la commune de Lautenbachzell est tenue de fournir un veau, 10 kg de viande de porc, 24 œufs, 1/4 d'avoine, et un lièvre. En outre la commune est tenue de mettre à la disposition pour les corvées quelques habitants. Le 24 octobre 1648, le traité de Münster en Westphalie met fin à la guerre entre la France et l'Empire. L'article 89 de ce traité stipule que Murbach et Lure restaient dans la dépendance de l'Empire. Ce n'est qu'en 1680 que le Conseil Souverain d'Alsace proclame la réunion de la principauté de Murbach à la France.
À la fin de la guerre de Trente Ans et son cortège de malheurs, le village se  trouve complètement démuni et la population a diminué dans des proportions considérables. On fait alors appel à l'immigration pour repeupler le village. Lautenbachzell est repeuplé par des immigrants suisses qui viennent défricher les collines et y construisent des maisons d'habitation jusqu'au début du XVIIIe siècle. La quasi-totalité du repeuplement de la vallée du Florival se renouvelle pendant cette période.

### Charbonniers
Des charbonniers s'installèrent au fin fond de la vallée, non loin du château du Husenburg. Le 21 décembre 1741, le lac du Ballon aménagé en 1669 par Vauban avec la construction d'une écluse se rompit et déborda, les eaux se répandirent avec fureur dans toute la vallée. Les charbonniers qui étaient aux premières loges informèrent la population du danger et permirent ainsi à la population de se mettre en sécurité.

### Mines et carrières
Connus dès le XVIe siècle, les quelques filons de fer existant sur les pentes du Demberg, n'ont jamais fait l'objet d'une exploitation intensive et soutenue. Au lieu-dit du « Baerengrube » des mines de fer et de plomb faisaient travailler une partie de la population de Lautenbachzell. Au XVIIe siècle on exploitait de l'argile au lieu-dit du « Wasen » pour fabriquer des briques et des tuiles.

### Moulins
Ancêtre lointain des premières manufactures dont il emploie la force motrice, le moulin est un élément important du paysage pré-industriel. Lautenbachzell possède en 1773  sept moulins (une huilerie, deux moulins à farine dont l'un relève du chapitre de Murbach, 4 scieries dont l'un appartient au bourgmestre de Guebwiller, François Joseph Stoll). Ce groupe de moulins fonctionne grâce à la force motrice de la rivière de la Lauch, dont le débit peut être régularisé grâce au réservoir du Lac du Ballon. Le village voisin de Lautenbach fait édifier sur la rive gauche de la Lauch un moulin à condition qu'elle livre du bois de chêne nécessaire à la construction de la charpente du toit de l'église de Lautenbachzell bénie en 1733.

### La Révolution
Le 4 août 1789, tous les privilèges féodaux ou ecclésiastiques sont abolis. Les fondements juridiques de Murbach sur la vallée furent supprimés.

### Repeuplement et début de l'industrialisation
Au XIXe siècle avec l'installation d'usines textiles dans la vallée, on assiste à une forte croissance de la population. De 780 habitants en 1801, la population passe à 1210 en 1836. Le maximum est atteint en 1871 avec 2 073 habitants.
Après la disparition de la plupart des anciens moulins, les activités industrielles sont encore représentés dans la vallée de la Lauch, par les tuileries de Buhl, de Saint-Gangolphe et de Lautenbachzell, et de quelques scieries. Mais dès l'époque du Premier Empire, au moment même où la première filature s'installe à Guebwiller, des industriels lorgnent du côté du haut Florival. Le village se développe à partir du XIXe siècle par l'arrivée de fabriques de tissage mécaniques de coton, et de manufactures de fil retors, soie, lin et coton. Autour des grands établissements se multiplient des entreprises plus modestes. À Lautenbachzell il existe 30 à 40 métiers à tisser à domicile qui travaillent surtout pour les fabriques de filature et de tissage de la vallée du Florival. Le travail y est pénible, les ouvriers passent 12 heures derrière leurs machines. L'industrialisation du haut Florival apparaît comme une véritable révolution bouleversant les structures sociales de cette contrée traditionnellement agricole.

### Guerre de 1914-1918
Pendant la Grande Guerre, Lautenbachzell est traversée par la ligne de front à partir de la bataille de Mulhouse en 1914. Le bourg est occupé par les troupes allemandes dès le début de la guerre, alors que les Français s'emparent des hauteurs et du fond de la vallée. La localité subit de nombreux bombardements, des jeunes hommes sont engagés sur le front de l'Est.  Le village de Sengern est entièrement détruit par le feu, incendié par les Allemands.
Un éclaireur français, l'ingénieur Gaston Brun, né à Herrlisheim-près-Colmar en 1890, est tué en 1914 près de Sengern, au retour d'une mission de renseignement derrière les lignes allemandes, par une sentinelle française qui ne l'avait pas identifié. En tant qu'Alsacien ayant choisi « le bon camp », il sera honoré après la guerre par les associations patriotiques : un monument est édifié sur sa tombe en 1922.
Le traité de Versailles signé en 1919 restitue l'Alsace à la France. La commune est décorée le  2 novembre 1921 de la croix de guerre 1914-1918.

### Seconde Guerre mondiale
En décembre 1940, l'Alsace est de nouveau annexée par L'Allemagne. Lautenbachzell ne sera libérée par les troupes françaises, et en particulier les tirailleurs marocains, que le 5 février 1945.

### Héraldique
| Blason de Lautenbach-Zell | Les armes de Lautenbach-Zell se blasonnent ainsi : « Parti : au premier d'argent au lévrier rampant contourné de sable, colleté et bouclé d'or, au second de gueules au dextrochère bénissant d'argent, habillé de sable, posé en pal. » |

Le lévrier évoque la tutelle exercée par l'abbaye de Murbach sur le village dont elle était propriétaire. La main qui apparaît sur le blason représente la main qui se trouvait sur celui de l'abbaye de Lure qui fut unie à celle de Murbach en 1555.

## Politique et administration

### Budget et fiscalité 2015
En 2015, le budget de la commune était constitué ainsi :
- total des produits de fonctionnement : 663 000 €, soit 665 € par habitant ;
- total des charges de fonctionnement : 572 000 €, soit 574 € par habitant ;
- total des ressources d'investissement : 77 000 €, soit 78 € par habitant ;
- total des emplois d'investissement : 74 000 €, soit 74 € par habitant ;
- endettement : 263 000 €, soit 264 € par habitant.

Avec les taux de fiscalité suivants :
- taxe d'habitation : 7,22 % ;
- taxe foncière sur les propriétés bâties : 9,14 % ;
- taxe foncière sur les propriétés non bâties : 82,80 % ;
- taxe additionnelle à la taxe foncière sur les propriétés non bâties : 0,00 % ;
- cotisation foncière des entreprises : 0,00 %.

### Liste des maires
| Période                                  | Période                   | Identité                                            | Étiquette | Qualité |
| ---------------------------------------- | ------------------------- | --------------------------------------------------- | --------- | ------- |
| mars 2002                                | 2008                      | François Grunenbeger                                |           |         |
| mars 2008                                | février 2017              | Richard Gall                                        |           |         |
| février 2017                             | En cours (au 31 mai 2020) | Jean-Jacques Fischer Réélu pour le mandat 2020-2026 |           | Artisan |
| Les données manquantes sont à compléter. |                           |                                                     |           |         |

## Démographie
L'évolution du nombre d'habitants est connue à travers les recensements de la population effectués dans la commune depuis 1793. Pour les communes de moins de 10 000 habitants, une enquête de recensement portant sur toute la population est réalisée tous les cinq ans, les populations de référence des années intermédiaires étant quant à elles estimées par interpolation ou extrapolation. Pour la commune, le premier recensement exhaustif entrant dans le cadre du nouveau dispositif a été réalisé en 2004.

En 2022, la commune comptait 963 habitants, en évolution de +0,63 % par rapport à 2016 (Haut-Rhin : +0,66 %, France hors Mayotte : +2,11 %).
| 1793 | 1800 | 1806 | 1821 | 1831  | 1836  | 1841  | 1846  | 1851  |
| ---- | ---- | ---- | ---- | ----- | ----- | ----- | ----- | ----- |
| 900  | 766  | 837  | 952  | 1 101 | 1 210 | 1 310 | 1 346 | 1 347 |

| 1856  | 1861  | 1866  | 1871  | 1875  | 1880  | 1885  | 1890  | 1895  |
| ----- | ----- | ----- | ----- | ----- | ----- | ----- | ----- | ----- |
| 1 341 | 1 400 | 1 422 | 2 073 | 1 463 | 1 508 | 1 468 | 1 442 | 1 422 |

| 1900  | 1905  | 1910  | 1921  | 1926  | 1931  | 1936  | 1946  | 1954 |
| ----- | ----- | ----- | ----- | ----- | ----- | ----- | ----- | ---- |
| 1 491 | 1 517 | 1 453 | 1 074 | 1 190 | 1 190 | 1 148 | 1 067 | 992  |

| 1962 | 1968 | 1975 | 1982 | 1990 | 1999 | 2004  | 2006  | 2009 |
| ---- | ---- | ---- | ---- | ---- | ---- | ----- | ----- | ---- |
| 997  | 977  | 935  | 861  | 912  | 935  | 1 002 | 1 033 | 985  |

| 2014 | 2019 | 2022 | - | - | - | - | - | - |
| ---- | ---- | ---- | - | - | - | - | - | - |
| 976  | 950  | 963  | - | - | - | - | - | - |

## Lieux et monuments

### Église Saint-Pierre-et-Saint-Paul

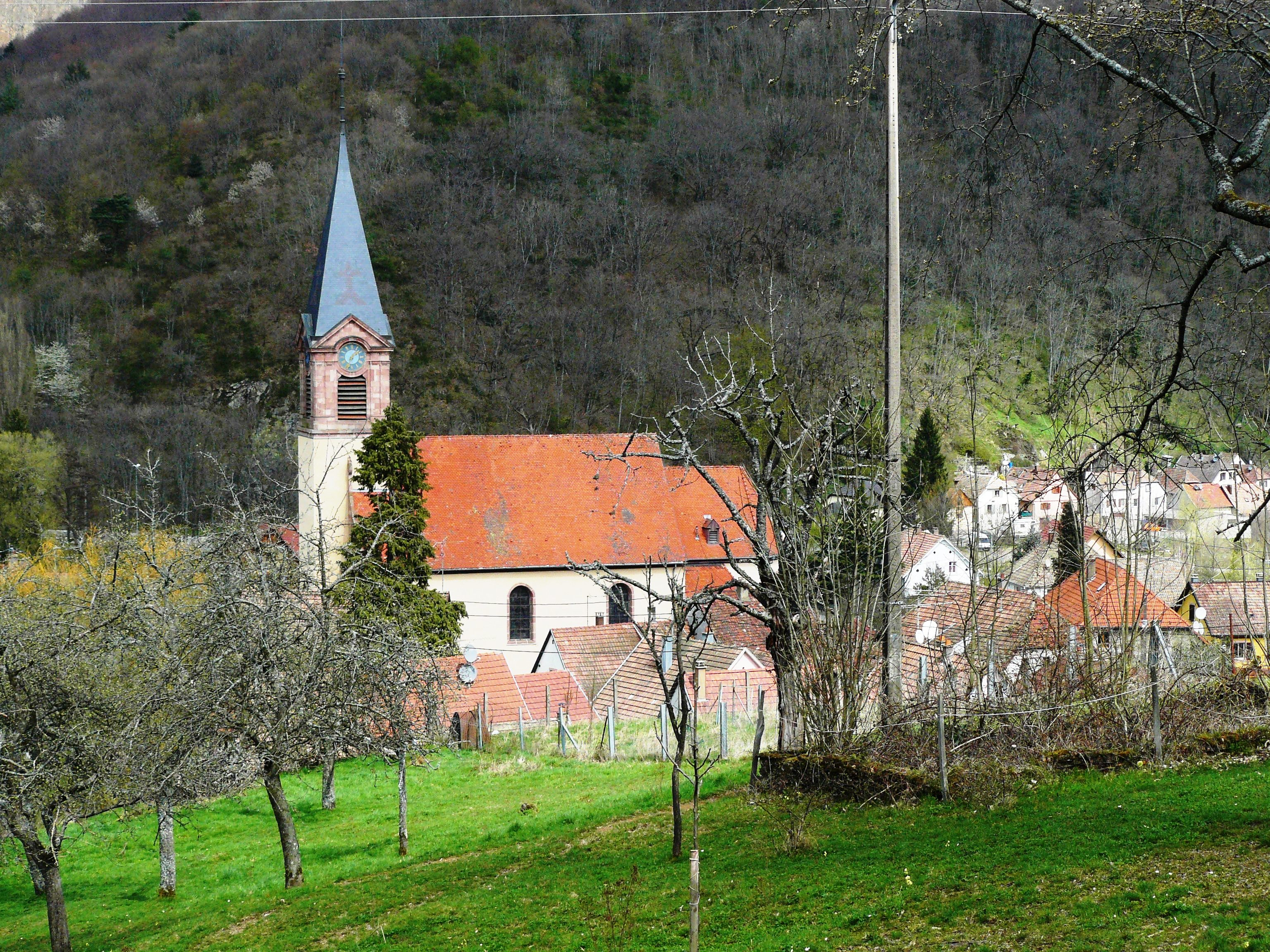
Église Saint-Pierre-et-Saint-Paul de Lautenbachzell.

L'église a probablement été construit sur un ancien emplacement où existait déjà un édifice cité en 1257  dont on peut encore apercevoir le noyau de l'ancien porche. L'église actuelle fut construite sur proposition de  Léger (Casimir) de Rathsamhausen, prince-abbé de Murbach et consacrée à la date du 29 juin 1773.Sur la base de la tour existe un porche qui remonte semble-t-il au XIIIe siècle.

### Oratoire Notre-Dame de Felsenbach (Sengern)
Cet oratoire servait de reposoir lors des processions qui parcouraient jadis la commune, notamment lors des Rogations et de la fête-Dieu. Sur le mur du côté droit est incrusté un fragment d'une croix datée de 1815 sur sa traverse. Elle a été reconstruite en 1856 par les habitants du hameau et bénie au mois d'octobre de la même année par l'abbé Weber. Cette chapelle a vraisemblablement été construite en témoignage de l'épidémie de choléra qui sévissait alors dans la région au XIXe siècle. L'oratoire a probablement été reconstruit après la Première Guerre mondiale.

### Chapelle Saint-Nicolas (Sergern)
Cette chapelle est mentionnée dès  1500. La chapelle actuelle a été reconstruite vers 1628 si l'on en croit l'inscription qui figure sur le haut du porche à l'entrée sud. Une autre inscription porte l'année 1762 qui pourrait correspondre à la réhabilitation de la chapelle.

### Église de Sengern
Le hameau de Sengern possède une église qui fut construite au XIXe siècle et bénie le 8 décembre 1890.

### Chapelle du Wasen
Chapelle restaurée en 2009 et bénie en 2010.

## Calvaires et croix
- Croix de chemin route du Felsenbach[51].
- Croix portant la date 1855[52].
- Croix du cimetière (1783) : Cette croix se trouvant face au porche de l'église a été bénie le 26 octobre 1783 par Jean-Baptiste Mouttet, curé de la paroisse[53].
- Croix du Niederdorf.

### Stèle du Gustiberg (Sengern)
Stèle située au bord du chemin menant au lac du Ballon après la colonie de vacances du Gustiberg. La stèle a été érigée après la guerre 1914-1918 à l'emplacement d'un cimetière militaire français. Une source coule à proximité du lieu.

## Fontaine duXVIIIesiècle

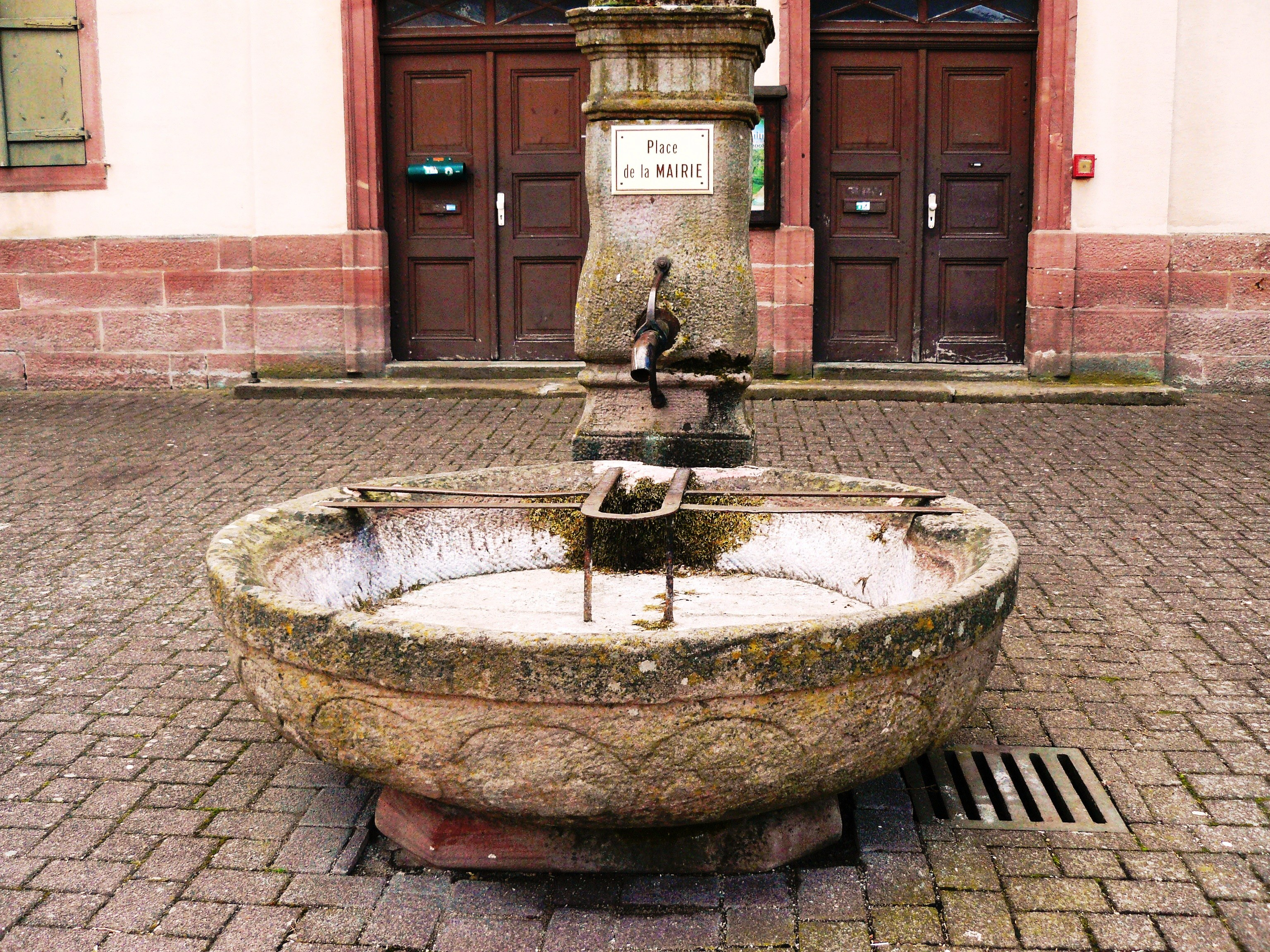
Fontaine circulaire du XVIIIe siècle à côté de la mairie.

Fontaine se trouvant en face de la mairie qui est un bassin en forme circulaire. Le bassin ne possède aucune inscription, ni date. Sur la face inférieure du bassin on trouve des motifs qui rappellent des décors du Moyen Âge.

## Monuments commémoratifs

### Monument Brun
Ce monument se trouvant sur la route du Markstein a été édifié en souvenir d'un fait historique se déroulant en 1914. Gaston Brun né en 1890 à Herrlisheim, jeune ingénieur français s'était porté volontaire pour aller espionner les lignes arrière allemandes dans le haut du Florival. En revenant sur les positions françaises pour faire un rapport il fut tué par erreur par une sentinelle française le 5 octobre 1914.

### Monument aux morts de Sengern
Monument construit en 1920. Celui-ci présente une statue en bronze de Jeanne d'Arc, libératrice de la France, canonisée en 1920. Deux reliefs en bronze rappelle deux épisodes tragiques du 25 octobre 1914, allumé par des soldats allemands, et l'évacuation de Sengern le 23 février 1915,.

## Châteaux en ruines

### Château du Husenbourg
Il existait autrefois, avant le XVIIIe siècle, à l'endroit où coule le torrent de Seebach qui se jette dans la Lauch, sur un piton rocheux situé à 673 m, en amont du hameau de Sengern, un château dont le nom était Husenbourg qui appartenait à la famille de Hus. Il n'existe plus aujourd'hui qu'un amas de ruines dont les fondations d'un corps de logis.

### Château du Hohenrupf (ouHohrupf)
Construit sur un piton rocheux à 813 mètres d'altitude au sud de Lautenbachzell, à partir du XIIIe siècle. Le château du Hohrupf a été édifié à la demande de Berthold de Steinbrunn, abbé de Murbach entre 1260 et 1285 pour protéger le territoire de l'abbaye lors d'attaques surprises. Il est mentionné sous le nom castrum Hohenroph en 1300. On aperçoit encore les vestiges d'un donjon carré. Le château occupe un rocher de schiste séparé du reste de la montagne par deux fossés successifs. L'espace est étroit et ne laisse la place  qu'à un donjon de 10 mètres de côté. La basse-cour en contrebas emploie le premier fossé. Il reste peu de maçonnerie dans un appareil grossier lié au mortier épais. Les ruines du château ne sont accessibles que par un sentier abrupt qui était tout juste suffisant pour le passage des chevaux. On y voit encore à l'emplacement de nombreuses galeries taillées dans le roc et une tranchée qui date de la Première Guerre mondiale.
Vers 1311, l'abbé de Murbach inféode le Hohenrupf  au chevalier Stoer à condition qu'il fortifie l'ensemble et qu'il laisse toutefois une ouverture. En 1444, lors du passage des Armagnacs dans la vallée, un prisonnier de marque est emprisonné dans le donjon du Hohenrupf par l'abbé de Murbach,.
En 1594, le château du Hohenrupf passe en fief aux mains des Landenberg.

## Curiosités

### Vivarium du moulin
Le « Vivarium du Moulin » est un musée installé dans un ancien moulin, dont les principaux mécanismes sont encore visibles ; la roue tourne toujours. Une maquette animée reconstitue son fonctionnement. On y trouve une multitude d'espèces animales des forêts primaires tropicales et équatoriennes telles que mygales, phasmes, fourmis et autres arthropodes inconnus de nos régions. La visite s'adresse autant à un public de jeunes enfants, qu'aux adultes curieux d'apprendre,.

### L'étang des Cygnes au Geffenthal
L’étang  est privé et géré par l’amicale de l’étang des Cygnes.

### Les randonnées pédestres

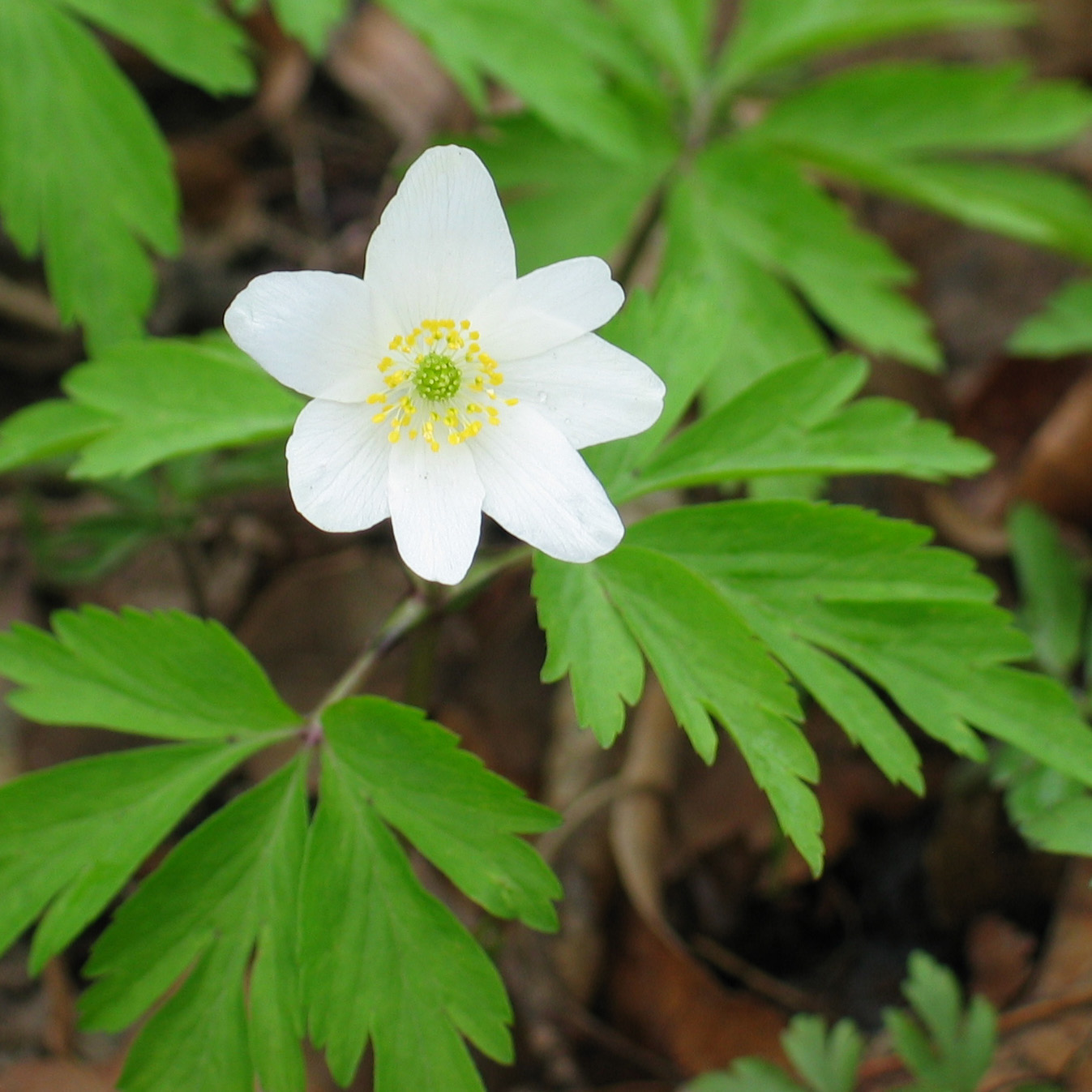
Anemone nemorosa.

La vallée du Florival, dont Lautenbachzell fait partie, permet de faire de belles balades à travers les petits sentiers de la forêt et de la montagne. Il existe 62 km de parcours jalonnés au départ de la commune, ainsi que 359 km de sentiers balisés entretenus par le Club vosgien de Guebwiller. Ces parcours ont de quoi satisfaire toutes les catégories de marcheurs, que ce soient pour faire de simples promenades ou un footing de 20 km. À travers les petits sentiers de la montagne on peut se rendre aux deux châteaux en ruines (Horenrupf et Husenburg) ou visiter les cascades (ceux de la Lauch, du Kletterbach ou du Seebach). Plusieurs fermes auberges se trouvant sur les chaumes, dont celui du Gustiberg, sont très largement fréquentées par les marcheurs.

### La forêt

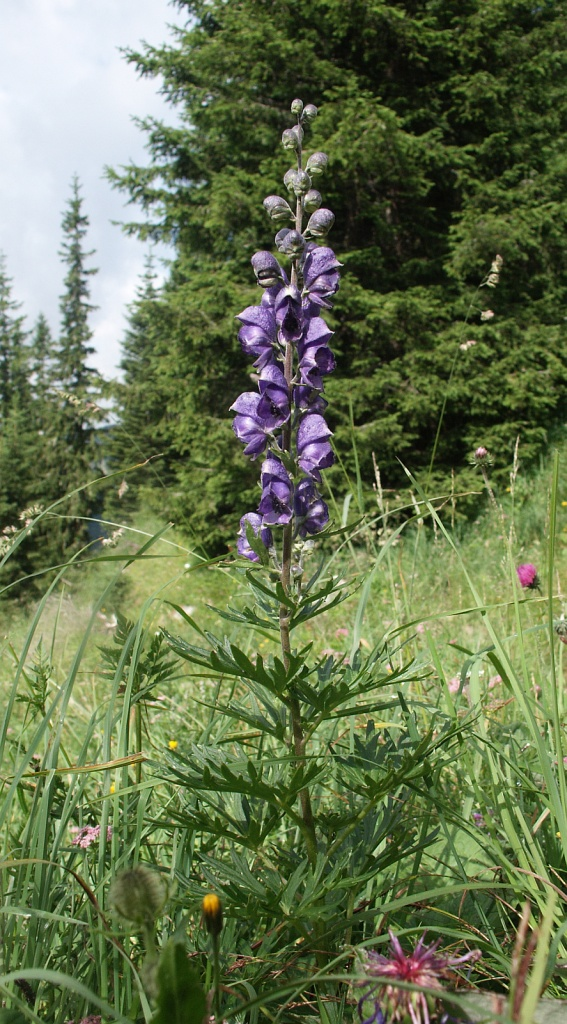
Aconit napel (Aconitum napellus subsp. napellus).

Longtemps les forêts du Haut Florival ont appartenu à l'abbaye de Murbach et à la collégiale de Lautenbach. Les populations locales profitaient des avantages que leurs octroyaient les moines pour l'usage tels que l'affouage, le marronnage (bois), et accessoirement droit de glandée pour les porcs et pour les troupeaux de parcourir les chaumes, de ramasser les fruits, etc. Les forêts de la rive gauche appartenaient au chapitre de Lautenbach tandis que l'abbaye de Murbach possédait les massifs de la rive droite de Lautenbach. La sécularisation des biens religieux en 1789 conduisit à la constitution de forêts domaniales qui furent ou par la vente de certains d'entre elles ou le maintien en forêt communale par l'ancienneté des droits acquis. Au cours de la moitié du XIXe siècle, une délimitation précise des cantonnements forestiers est fixée par arrêté préfectoral avec obligation d'implanter des pierres-bornes.

### La flore
Les chaumes sont le terrain de prédilection pour découvrir une flore rare et précieuse : gentiane, aconit napel, lys, martagon ou arnica. Dans le fond de la vallée on peut découvrir une myriade de fleurs durant les saisons : le perce-neige, la jonquille, l'églantier (rosier sauvage), les lamiers, les digitales, douze espèces d'orchidées, et toutes sortes d'anémones des bois..

### Villages du Haut-Florival
- Buhl
- Lautenbach
- Linthal (Haut-Rhin)
- Murbach